# راین این فیس
راین این فیس (انگلیسی: Rain in Face; ۱۰ فوریه ۱۸۸۵ – سپتامبر ۱۹۶۸) بازیکن لاکراس اهل کانادا بود.